# Željko Krušlin
Željko Krušlin (Gradina, 3. travnja 1956.), poznat i pod nadimkom Kruška, hrvatski je skladatelj, tekstopisac i pjevač. Najpoznatiji je po djelovanju sa svojom glazbenom grupom Latino. U braku je s novinarkom Ivanom Radaljac Krušlin, a otac je profesionalnog hrvatskog košarkaša i hrvatskog košarkaškog reprezentativca Filipa Krušlina.
Stalni je član Hrvatskog društva skladatelja i Hrvatske glazbene unije.

## Glazbena karijera
Nakon djetinjstva provedenog u dvorcu Bežanec, 1973. se seli u Zagreb gdje završava gimnaziju i diplomira na Ekonomskom fakultetu.
Godine 1975. pobjeđuje na natjecanju amaterskih pjevača i osvaja Zlatni grb grada Zagreba.
Dugi niz godina nastupa po zagrebačkim klubovima, konobama i restoranima te svira kao ulični svirač po europskim metropolama. Godine 1978. piše svoj najveći hit Divno je biti nekome nešto. Nedugo nakon 1980. godine snima svoj prvi singl Pasaž, a službenu karijeru započinje 1993. objavljivanjem albuma Divno je biti nekome nešto. U međuvremenu kontinuirano godinama nastupa u zagrebačkom klubu Sokol sa svojom grupom Latino, utemeljenom 1985., na popularnim Latino partyima svake subote. Najznačajnija godina za Željka Krušlina i grupu Latino je 1995., kada je održan prvi u nizu koncerata na zagrebačkoj Šalati pred 10 tisuća posjetitelja. Iste godine objavljen je i album Gdje je ljubav tu si ti. Željko Krušlin Kruška je 1996. i 2005. godine ponovo sa svojim bendom Latino, dva dana zaredom napunio zagrebačku Šalatu s po 10 tisuća posjetitelja.
Godine 1998., grupa Latino održala je humanitarnu turneju „Vašem gradu na dar“, čiji se prihod od ulaznica koristi za potrebe poslijeratne obnove i potrebite.
Krušlin je autor himne Nogometnog kluba Croatia (NK Dinamo), himne za Svjetsko rukometno prvenstvo za mušku rukometnu reprezentaciju i žensku rukometnu reprezentaciju Republike Hrvatske.

## Poezija
Dobitnik je književne nagrade „Zvonimir Golob“ za najljepšu neobjavljenu ljubavnu pjesmu u Hrvatskoj 2020. godine.
Autor je i samostalni izdavač zbirke poezije "Divno je biti nekome nešto", objavljene 2024. godine.

## Rukomet
Željko Krušlin također je bivši rukometaš. Svoj rukometni put počeo je u Sisku gdje je igrao za RK INA,[nedostaje izvor] nakon čega prelazi u RK Zagreb. Igrao je i za Jugoslavensku rukometnu reprezentaciju.

## Ostalo
Osim glazbe i književnosti, Željko Krušlin Kruška bavi se i slikarstvom i crtanjem. Održao je nekoliko samostalnih izložbi radova.
Ambasador je Hendi Ping lige (udruge stolnotenisača s invaliditetom) i Udruge DAR za podršku darovitim učenicima.[nedostaje izvor]

## Diskografija
- Divno je biti nekome nešto, 1993.

- Gdje je ljubav tu si ti, 1995.

- Žene čuvaju uspomene, 1997.

- Svaka ti čast, 1999.

- Sve najbolje, 2000.

- Dobar dan zlato moje, 2002.

- Zlatna kolekcija, 2005.

- Kruška i prijatelji — Divno je biti nekome nešto, 2011.

- Ljubav.com, 2020.